# بندوگو

بندوگو شهری در شهرستان سانابا در استان بانوا در بورکینافاسوی غربی است و جمعیت آن ۲٬۸۶۴ نفر است.